# Global Aid Network

Logo von Global Aid Network

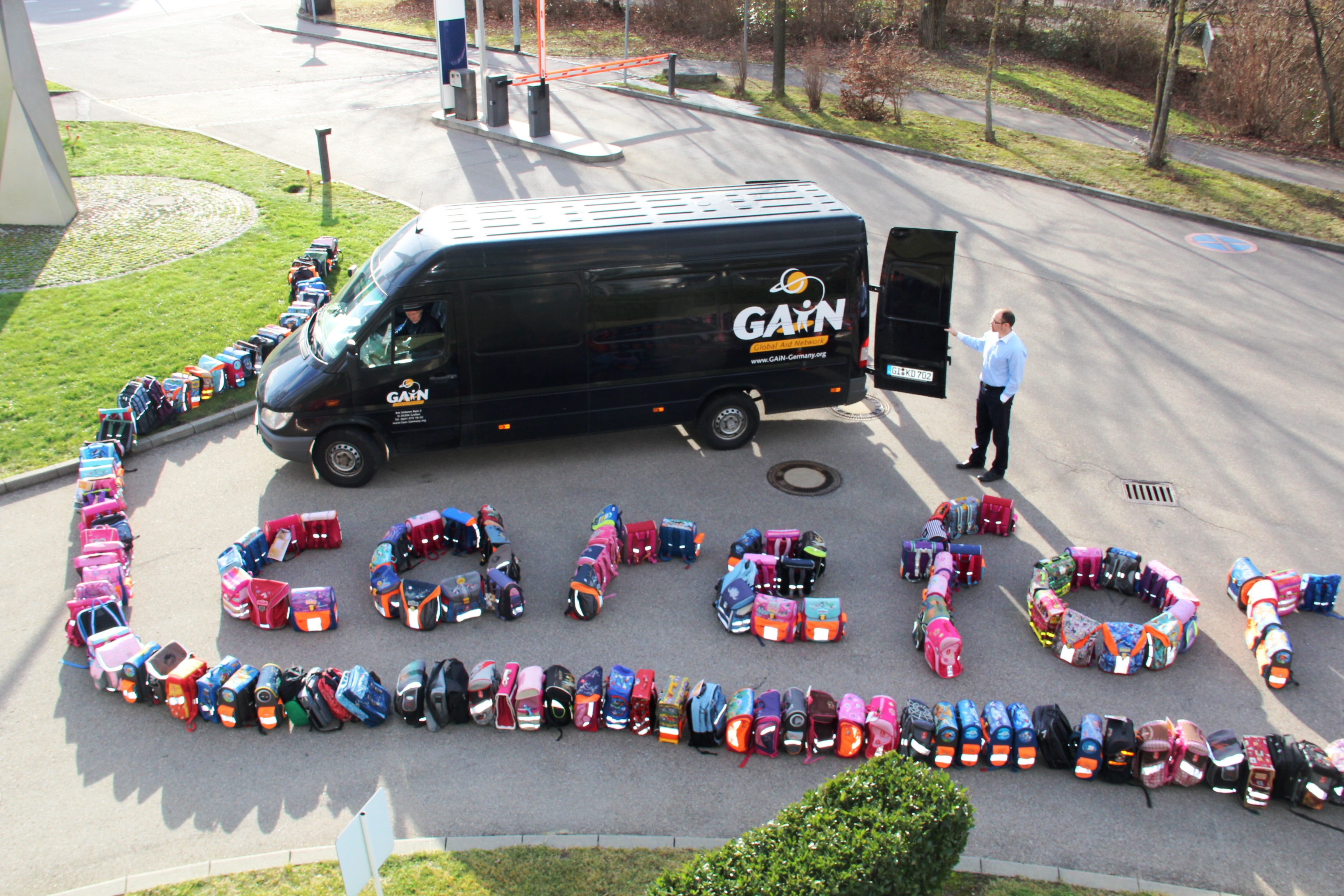
GAiN-Transporter für Schulranzensammlung

Global Aid Network gGmbH (GAiN) ist ein internationales Netzwerk aus Hilfswerken, Unternehmen und Privatpersonen mit dem Ziel, in Krisen- und Notsituationen humanitäre Hilfe zu leisten. Das überkonfessionelle christlich-humanitäre Hilfswerk hat seinen Sitz in Gießen.

## Geschichte
Die Organisation wurde 1990 von dem Fuhrparkleiter Klaus Dewald gegründet und leistet seitdem humanitäre Hilfe, zuerst in Osteuropa (damals als Aktion Hungerwinter). Im Jahr 2002 wurde die Aktion Hungerwinter in Global Aid Network, oder kurz GAiN, umbenannt. Sie wurde in der Rechtsform des eingetragenen Vereins geführt. Seit dem 8. September 2016 firmiert sie als gemeinnützige Gesellschaft mit beschränkter Haftung. GAiN ist der humanitäre Partner des Missionswerks Campus für Christus und leistet Hilfe in über 50 Ländern.

## Arbeitsschwerpunkte
- Soforthilfe, z. B. bei Katastrophen
- langfristige Projekte, zusammen mit Partnern im Empfängerland

## Basis
Motivation und Ausgangspunkt der Vereinsarbeit ist der klare Auftrag zur christlichen Nächstenliebe (Jes 58,7 ).
Der Verein ist wegen mildtätiger Zwecke als gemeinnützig anerkannt und trägt das Spenden-Prüfzertifikat der Deutschen Evangelischen Allianz.

## Partner und Projekte
Der Schwerpunkt von GAiN liegt hier auf langfristigen guten Beziehungen, die gewährleisten, dass Hilfsgüter ihre Empfänger erreichen.
Die Hauptprojekte sind dabei Patenschaften für Waisenkinder, Lebensmitteltransporte, Brunnenbohrungen, eine Schulranzenaktion, Ausstattungen für Schulen, Kranken- und Waisenhäuser.
Von der Österreichischen Organisation werden von ehrenamtlichen Helfern Alltagsgegenstände in Flüchtlingslager gebracht, wie etwa Decken, Polster, Schlafsäcke oder Isoliermatten.

## International
Die Hilfsorganisation unterhält 11 nationale Büros: in Australien, Deutschland, Großbritannien, Kanada, Niederlande, Österreich, Philippinen, Schweiz, Spanien, Südkorea und USA und ist in 52 Projektländer weltweit aktiv (davon 41 Krisengebiete). Es gibt fünf Logistikzentren: Sydney (Australien), Gießen (Deutschland), Vancouver (Kanada), Sleeuwijk/Dordrecht (Niederlande) und Lancaster (PA, USA) [Stand: September 2016].